# Holešov
Holešov (en checo: [ɦolɛʃof]; latín: Holesow, alemán: Holleschau, hebreo: העלשויא) es una ciudad en la Región de Zlín, en la República Checa. La ciudad está situada en la ladera occidental de Hostýn Hills - la zona más occidental de los Cárpatos. Su población oscila en torno a los 12000 habitantes.

## Características
Holešov es bien conocida por su castillo manierista con jardín y el complejo único de la sinagoga judía. Es una sinagoga de tipo polaco, caracterizada por usar motivos florales, frutales y de animales en la decoración. La ciudad estaba habitada por una gran comunidad judía, componiendo la tercera parte de la población en el siglo XIX. Casi toda fue exterminada en la Segunda Guerra Mundial. En las cercanías hay un famoso cementerio judío por la tumba del erudito rabino Šabtaj ben Me’ir ha-Kohen, conocido como Sach, de estilo barroco, lugar de peregrinación para muchos visitantes extranjeros.
Hay un aeropuerto de gran importancia regional en la parte sur de Holešov que transforma la zona industrial en una de las mayores de la República Checa.

## Clima
| Parámetros climáticos promedio de Holešov | Parámetros climáticos promedio de Holešov | Parámetros climáticos promedio de Holešov | Parámetros climáticos promedio de Holešov | Parámetros climáticos promedio de Holešov | Parámetros climáticos promedio de Holešov | Parámetros climáticos promedio de Holešov | Parámetros climáticos promedio de Holešov | Parámetros climáticos promedio de Holešov | Parámetros climáticos promedio de Holešov | Parámetros climáticos promedio de Holešov | Parámetros climáticos promedio de Holešov | Parámetros climáticos promedio de Holešov | Parámetros climáticos promedio de Holešov |
| Mes                                       | Ene.                                      | Feb.                                      | Mar.                                      | Abr.                                      | May.                                      | Jun.                                      | Jul.                                      | Ago.                                      | Sep.                                      | Oct.                                      | Nov.                                      | Dic.                                      | Anual                                     |
| ----------------------------------------- | ----------------------------------------- | ----------------------------------------- | ----------------------------------------- | ----------------------------------------- | ----------------------------------------- | ----------------------------------------- | ----------------------------------------- | ----------------------------------------- | ----------------------------------------- | ----------------------------------------- | ----------------------------------------- | ----------------------------------------- | ----------------------------------------- |
| Temp. máx. abs. (°C)                      | 15.6                                      | 17.5                                      | 23.6                                      | 29.3                                      | 32.3                                      | 33.8                                      | 36.3                                      | 36.9                                      | 31.3                                      | 26.0                                      | 21.7                                      | 15.4                                      | 36.9                                      |
| Temp. máx. media (°C)                     | 1.4                                       | 3.9                                       | 8.9                                       | 15.5                                      | 19.9                                      | 23.6                                      | 25.9                                      | 25.8                                      | 20.0                                      | 14.0                                      | 7.7                                       | 2.3                                       | 14.1                                      |
| Temp. media (°C)                          | -1.2                                      | 0.5                                       | 4.5                                       | 9.8                                       | 14.2                                      | 17.8                                      | 19.7                                      | 19.7                                      | 14.9                                      | 9.8                                       | 4.9                                       | 0.1                                       | 9.6                                       |
| Temp. mín. media (°C)                     | −3.6                                      | −2.8                                      | 0.3                                       | 4.1                                       | 8.7                                       | 12.1                                      | 13.7                                      | 13.6                                      | 10.0                                      | 5.9                                       | 2.3                                       | −2.0                                      | 5.2                                       |
| Temp. mín. abs. (°C)                      | -29.4                                     | -26.2                                     | -19.7                                     | -8.8                                      | -3.0                                      | 0.0                                       | 3.7                                       | 3.7                                       | -0.8                                      | -7.6                                      | -16.9                                     | -22.8                                     | -29.4                                     |
| Precipitación total (mm)                  | 29.4                                      | 30.6                                      | 36.4                                      | 37.1                                      | 73.1                                      | 76.3                                      | 78.9                                      | 67.2                                      | 67.6                                      | 46.8                                      | 39.7                                      | 35.4                                      | 618.4                                     |
| Días de lluvias (≥ 1 mm)                  | 7.7                                       | 7.1                                       | 8.3                                       | 7.4                                       | 9.8                                       | 9.3                                       | 9.4                                       | 8.0                                       | 8.5                                       | 8.0                                       | 8.0                                       | 7.9                                       | 99.4                                      |
| Fuente:                                   |                                           |                                           |                                           |                                           |                                           |                                           |                                           |                                           |                                           |                                           |                                           |                                           |                                           |

## Personajes famosos
- František Xaver Richter (1709-1789), compositor
- Jan Alois Hanke (1751-1806), humanista
- Raphael Georg Kiesewetter (1773-1850), músico
- Gerson Wolf (1823-1892), historiador
- Arnold Eisler (1879-1947), político
- Jaroslav Böhm (1901-1962), arqueólogo
- Joseph Drasal (1841-1886, el hombre más alto en las tierras checas